# Anders Andersson i Gollbo
Anders Andersson (i riksdagen kallad Andersson i Gollbo), född 1749 i Regna socken, död 1809 i Regna socken, var en svensk riksdagsman i bondeståndet.
Andersson företrädde Risinge landslag av Östergötlands län vid riksdagen 1809–1810.